# 1984 في الكويت

## المناصب
- أمير الدولة: جابر الأحمد الصباح
- رئيس الوزراء وولي العهد: سعد العبد الله السالم الصباح

## أحداث
- تأسيس مركز تقويم وتعليم الطفل.

## مواليد
- أحمد المقلد - ممثل
- منى حسين - ممثلة
- جاسم الجاسم - ممثل
- سلطان الفرج - ممثل
- نواف العلي - ممثل
- فهد الرشيدي - لاعب كرة قدم
- حسين حاكم - لاعب كرة قدم
- حسين فاضل - لاعب كرة قدم
- طارق الشمري - لاعب كرة قدم
- عبد العزيز العلي - لاعب كرة قدم
- عقيل جابر - لاعب كرة قدم
- علي العيسى - لاعب كرة قدم
- أحمد الرشيدي - لاعب كرة قدم
- بدر العازمي - لاعب كرة قدم

## وفيات
- عبد الله سنان - شاعر
- جوهر سالم - ممثل
- عودة المهنا - مغنية
- محمد النشمي - مخرج